# Apocephalus vannus
Apocephalus vannus är en tvåvingeart som beskrevs av Brown 1997. Apocephalus vannus ingår i släktet Apocephalus och familjen puckelflugor. Inga underarter finns listade i Catalogue of Life.